# بررسی دامنه عمومی
بررسی دامنه عمومی یک مجله آنلاین است که آثاری را که وارد دامنه عمومی شده اند به نمایش می گذارد. این شرکت توسط جاناتان گری و آدام گرین بنیان‌گذاری شد.  در 1 ژانویه 2011، همزمان با روز دامنه عمومی راه اندازی شد. 

## لینک های خارجی
- وبگاه رسمی
- مصاحبه با بررسی دامنه عمومی در پاپ‌تک, 24 اوت 2011 (آرشیو شده)